# 向涛 (1963年)
向涛（1963年4月12日—），男，湖北兴山人，中国凝聚态物理学家。现任中国科学院物理研究所研究员。

## 生平
1984年毕业于清华大学物理系，1986年获该校硕士学位，1990年获中国科学院理论物理研究所博士学位。
2013年当选为中国科学院院士。2015年11月，当选为发展中国家科学院（TWAS）院士。